# Travis Scott
Jacques Bermon Webster II, més conegut pel seu nom professional Travis Scott (Houston, Texas, 30 d'abril de 1991), és un artista de hip-hop i productor musical estatunidenc. El 2012 va firmar un contracte per GrandHustle /Epic, i al final de l'any un altre, ara per Very G.O.O.D. Beats. El 2013 va publicar el seu primer EP, Owl Pharaoh. El 2014 va ser publicat el seu primer mixtape Days Before Rodeo. El 2015 Scott va publicar el seu primer àlbum, Rodeo, i un any després la seva popularitat continuava, amb la publicació del seu segon àlbum Birds In The Trap Sing McKnight.

## Joventut
Jacques Bermon Webster II va néixer el 30 d'abril de 1991 a Houston, Texas. Dels 1 als 6 anys, Webster va viure amb la seva àvia a South Park, Houston. Situat al centre-sud de Houston, el barri era famós per la delinqüència i va tenir un impacte en el jove. Webster es va mudar a Missouri City, una zona suburbana de classe mitjana que confronta amb el sud-oest de Houston, per viure amb els pares. La seva mare treballava per a Apple i el seu pare dirigia el seu propi negoci. El pare de Webster també és músic de soul i el seu avi era compositor de jazz. Webster va assistir a l'institut Elkins i es va graduar als disset anys. Durant l'institut, va participar en teatre musical. Webster va assistir després a la Universitat de Texas a San Antonio, abans d'abandonar els estudis en el seu segon any per dedicar-se plenament a la seva carrera musical.

## Carrera

### 2008-2012: Inicis
Va començar a crear bases com a adolescent.
El 2009 va formar un duet amb Chris Holloway, anomenat The Graduates; van publicar un EP i després es van separar.
El 2010 va formar un altre duet, aquest amb OG Che$$, amb el qual va publicar 2 cançons, les dues produïdes per Travis. Es van separar a finals del 2011.
Mentre encara vivia a Houston, va aconseguir que artistes locals de hip-hop famosos, N.O. Joe i Mike Dean, l'apadrinessin com un alumne. Després de poc temps va dirigir-se a Nova York per aprofitar el seu talent. M'agrada molt representar la meva vida i el que faig, són paraules originals de Scott. Tot el que dic en aquestes estrofes, és qui sóc. Són històries reals.
Tot i que li agradava la vida allà, la situació dels diners a Nova York no anava gaire bé, així que va decidir deixar els estudis i mudar-se a Los Angeles, California, on va començar a crear música solitàriament. Anar a viure allà va ser una bona decisió, ja que El rei del Sud'', T.I., va sentir una peça de Scott i immediatament va presentar-lo amb un contracte per la seva empresa de música, GrandHustle/Epic. Amb Scott treballant per T.I., només era una qüestió de temps perquè Kanye West s'interessés també. West i Scott es van tornar molt amics i viatjaren per tot el món, grabant música hores i hores sense parar. Això es pot sentir a la cançó Sin City, la contribució remarcable de Travis a l'àlbum recopilatori ''Cruel Summer'', el 2012, de l'empresa de Kanye, Very G.O.O.D. Beats.

### 2012-2014:Owl PharaohiDays Before Rodeo

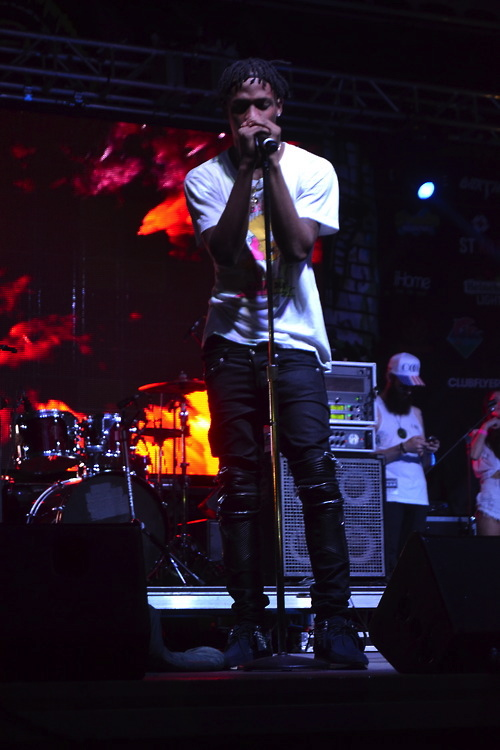
Scott actuant el 2013

El 2012 s'anava a publicar gratuïtament l'EP de Owl Pharaoh, en el qual va posar a la pràctica tot el que havia après dels seus mentors. Estava molt segur que aquest projecte satisfaria a molta gent, el qual va deixar clar amb les paraules La gent entendrà les imatges que presento amb el meu cant, de què consisteix la meva vida, què és el món de Travi$ Scott Aquest noi què es pensa? Qui és? Què ens intenta dir? Això és el que entendran a través d'aquestes cançons. Finalment la publicació del 2012 no va ocórrer, donant a Travis una oportunitat de refer l'àlbum, el qual va fer amb Kanye West i Mike Dean. El retrard va causar decepció al públic, i Travis, per millorar la situació, va decidir publicar algunes de les cançons de l'EP ja acabades; com ara Blocka La Flame, coproduït amb Mike Dean i el 22 de març de 2013, Quintana, amb la qual va publicar un videoclip. Aquesta peça tenia versos de Wale, un artista de hip-hop, i va ser produïda per Travis mateix, conjuntament amb Sak Pase, BoluwSound, ChuSound i Mike Dean. El 29 de març, després de la seva entrevista amb DJ Semtex, un DJ de Gran Bretanya, va publicar un petit tros de la seva nova peça Upper Echelon en la qual cantava amb 2 Chainz. El 2 d'abril de 2013, Travis va anunciar que Owl Pharaoh seria publicat a iTunes el 21 de maig de 2013. L'EP va acabar sent publicat gratuïtament.
Travi$ Scott ha anat millorant constantment des que es va presentar al negoci musical per primera vegada. S'anava apropant al seu primer àlbum d'estudi, publicant el mixtape Days Before Rodeo al 2014, fet famós per peces com Don't Play i Mamacita.

### 2015- 2017: Grans col·laboracions iBirds In The Trap Sing McKnight

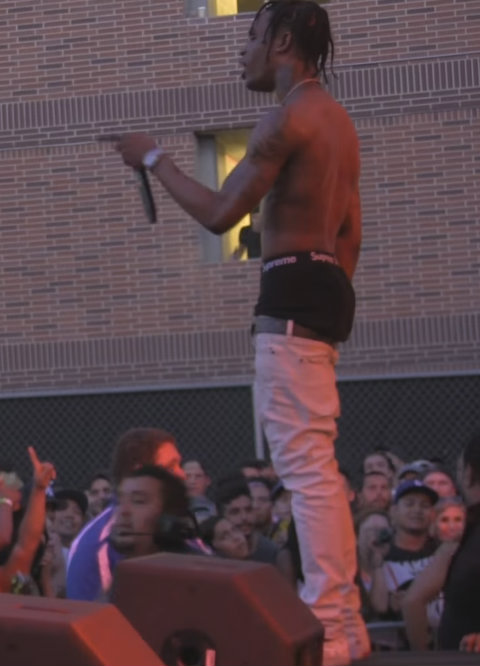
Scott durant un concert el 2015

El 2015 es va publicar Bitch Better Have My Money, una peça de Rihanna produïda per Travis, un autèntic èxit; 3500 i Antidote també varen ser publicades, abans de l'àlbum on pertanyen, anomenat Rodeo; el segon àlbum de Scott, publicat sota GrandHustle/Epic. Va arribar a número 3 del Billboard 200. Al final de l'any, Antidote estava ja a número 16 de les 100 cançons més populars, i va ser la primera cançó de Travis en convertir-se a Platinum.
S'ha insinuat que hi haurà un seguiment de Rodeo durant tot l'any de 2016. Mentres, Travis ha anat millorant la seva imatge comercial amb llocs destacats en cançons com Bake Sale, de Wiz Khalifa; Woo, de Rihanna i Pick Up the Phone, amb Young Thug i Quavo, un èxit que representa el nou àlbum de Young Thug, JEFFERY. 3 mesos més tard, Bitch Better Have My Money de Rihanna va convertir-se en Platinum, i el segon àlbum de Scott, Birds in the Trap Sing McKnight es va publicar, en el qual Travis va col·laborar amb artistes molt coneguts com a André 3000, Kid Cudi i Kendrick Lamar. En pocs dies ja estava a la primera posició del Billboard 200.

### 2017-2022: Cactus Jack Records, Huncho Jack, Jack Huncho, and Astroworld
El 16 de febrer de 2017, Scott va actuar a l'All-Star Weekend a Nova Orleans, Louisiana. També va actuar al festival BUKU Music + Art Project a Nova Orleans el 10 de març de 2017. Scott va anunciar una gira de concerts anomenada Birds Eye View el 5 de març de 2017, amb dates i ciutats que es van donar a conèixer el dia següent. El 16 de març de 2017, Scott va col·laborar amb el raper Quavo del grup de hip-hop Migos a la cançó Portland del raper canadenc Drake, que va arribar al número nou del Billboard Hot 100 dels EUA. A més, Scott va fundar la seva pròpia discogràfica anomenada Cactus Jack Records el mateix mes.
El 3 d'abril de 2017, es va informar que Scott estava treballant en un àlbum d'estudi en col·laboració amb Quavo, que es preveia que es publicaria més endavant el mateix any. En maig de 2017, Scott va llançar tres noves cançons a SoundCloud: A Man, Green & Purple (amb Playboi Carti) i Butterfly Effect. El 15 de juny de 2017, va anunciar una gira europea titulada Birds Eye View Tour, que va començar a París el 23 de juny i va acabar a Turku, Finlàndia, el 9 de juliol. El 14 de juliol de 2017, es va publicar el videoclip de Butterfly Effect. El 27 d'agost de 2017, Scott va actuar amb Thirty Seconds to Mars als MTV Video Music Awards del 2017 a la cançó Walk On Water.
El 18 d'abril de 2019, Scott va llançar un senzill amb SZA i The Weeknd per a la sèrie d'HBO Game of Thrones. El senzill, titulat Power is Power, es va utilitzar com a material promocional per al seu tercer àlbum d'estudi, Astroworld. Aquest àlbum va ser llançat el 3 d'agost de 2018 i va debutar en el número u de la llista Billboard 200. La segona cançó de l'àlbum, Sicko Mode, va arribar al número u del Billboard Hot 100, sent la cançó de Scott amb la millor posició a la llista fins a la data. El mateix mes del llançament de l'àlbum, Scott va anunciar el llançament del festival musical Astroworld Festival, que es va celebrar el 17 de novembre de 2018.
El 16 de maig del 2017, Scott va llançar tres noves cançons a SoundCloud, després d'una promoció prèvia a les xarxes socials. Les cançons es deien Un Home, Verd i Lila (amb Playboi Carti) i Efecte Papallona. Aquesta última també es va llançar a totes les altres plataformes d'streaming com única pista. El 15 de juny del 2017, Scott va anunciar que faria una gira europea del Birds Eye View Tour. La gira europea va començar el 23 de juny a París i va acabar el 9 de juliol a Turku, Finlàndia. Aquesta gira va incloure principalment actuacions en festivals i en llocs de petit format. El vídeo musical d'Efecte Papallona es va llançar el 14 de juliol del 2017. El 10 d'agost del 2017, Scott va twittejar ALBUM MODE just després d'acabar el DAMN. Tour com a acte de suport per a Kendrick Lamar. Aquest tuit va marcar que ara estava treballant a temps complet en el seu àlbum AstroWorld. El 27 d'agost del 2017, Scott va actuar amb Thirty Seconds to Mars en els MTV Video Music Awards del 2017 amb el seu senzill Walk On Water.
El 18 de setembre del 2017, Quavo i Migos van fer una entrevista en què Quavo va afirmar que el seu àlbum amb Scott arribaria molt aviat. També va dir que tenien més de 20 cançons a punt. A l'octubre del 2017, Scott va col·laborar en una peça especial titulada Deserve amb el raper canadenc d'origen xinès Kris Wu. El 7 de desembre del 2017, es va publicar un fragment d'una entrevista de Quavo feta per Zane Lowe a l'acompte oficial de Twitter de Beats 1. Quan li van preguntar pel títol del seu projecte conjunt, va confirmar que seria Huncho Jack, Jack Huncho.
El 6 de desembre de 2017, Scott va col·laborar amb el raper i cantant estatunidenc Trippie Redd en el single Dark Knight Dummo, el senzill principal del primer àlbum d'estudi de Trippie Redd, Life's a Trip. La cançó va arribar al lloc 72 de la llista Billboard Hot 100. El 21 de desembre de 2017, Scott i Quavo van llançar el seu àlbum d'estudi col·laboratiu, Huncho Jack, Jack Huncho, sota el nom Huncho Jack, una combinació del sobrenom de Quavo, Huncho, i una variant del primer nom de Scott, Jack. L'àlbum va debutar al lloc 3 de la llista Billboard 200 i va tenir set cançons que van aparèixer a la llista Billboard Hot 100.
El 4 de maig de 2018, Scott va llançar el senzill Watch amb la col·laboració dels rappers estatunidencs Lil Uzi Vert i Kanye West. Aquest senzill va ser utilitzat com a material promocional del seu tercer àlbum d'estudi, Astroworld. Astroworld es va llançar el 3 d'agost de 2018, rebent elogis de la crítica i debutant al lloc 1 de la llista Billboard 200. El segon senzill de l'àlbum, Sicko Mode, va arribar al lloc 1 de la llista Billboard Hot 100, convertint-se en el senzill amb la millor posició de Scott com a solista. Al mateix mes del llançament de l'àlbum, Scott va anunciar que llançaria el festival de música Astroworld Festival, coincidint amb el nom de l'àlbum. Aquest festival va tenir lloc el 17 de novembre.
El 2 de novembre de 2018, Scott va participar en cinc cançons de l'àlbum d'estudi debut de Metro Boomin, Not All Heroes Wear Capes, amb les cançons Overdue, Dreamcatcher (amb Swae Lee), Up to Something (amb Young Thug), Only 1 (Interlude) i No More (amb Kodak Black i 21 Savage). Al desembre, Billboard va informar que Scott faria una actuació especial al mitjà temps del Super Bowl LIII durant la presentació de Maroon 5.

### 2019–2020:Look Mom I Can Fly,JackBoys, andThe Scotts
El 18 d'abril de 2019, Scott va llançar una cançó amb SZA i The Weeknd per a la popular sèrie de HBO Game of Thrones. La cançó es titula Power is Power i fa referència a una escena que es va produir en el primer episodi de la segona temporada de la sèrie. La pista és la segona cançó de l'àlbum de la banda sonora de Game of Thrones titulat For the Throne.
El 23 de maig de 2019, Scott va ser protagonista juntament amb J. Cole en la cançó The London de Young Thug, que posteriorment va aparèixer com a primer senzill a l'àlbum d'estudi debut de Thug, So Much Fun. El 28 d'agost de 2019, es va estrenar la pel·lícula documental de Scott, Look Mom I Can Fly, a Netflix.
El 4 d'octubre de 2019, Scott va llançar el senzill Highest in the Room, que va debutar i arribar al número u de la llista Hot 100, sent la seva primera cançó a debutar en el primer lloc i la segona número u després de Sicko Mode en 2018. El mateix mes, Scott també va aparèixer en el remix de la cançó Hot de Young Thug amb Gunna, que també va participar en la cançó original. La cançó va ser posteriorment inclosa a l'edició deluxe de So Much Fun el desembre d'aquell any.
El 2 de desembre de 2019, Scott va anunciar un àlbum de recopilació amb membres del seu segell Cactus Jack, com Don Toliver, Sheck Wes i el productor Chase B, titulat JackBoys. El 24 de desembre, Scott va revelar la data de llançament de l'àlbum a través d'Instagram. L'àlbum es va publicar el 27 de desembre de 2019 i incloïa una remescla de Highest in the Room amb la cantant espanyola Rosalía i el raper estatunidenc Lil Baby, amb la lletra d'aquest últim que es va filtrar mesos abans. El mateix dia, Scott va llançar el vídeo musical de Gang Gang interpretat per Wes, amb veus no acreditades i cameos de Scott, Toliver i el raper Luxury Tax 50. El 30 de desembre de 2019, Scott va llançar el vídeo musical de Gatti, amb la participació de Pop Smoke. El 20 de març de 2020, Scott va publicar el vídeo musical de Out West, amb Young Thug.
Scott va realitzar cinc espectacles en viu virtuals al joc de video Fortnite Battle Royale del 23 al 25 d'abril de 2020 amb efectes visuals basats en la seva gira d'Astroworld. Aquests esdeveniments van tenir més de 27 milions d'espectadors i van augmentar les vendes de productes Cactus Jack de Fortnite, com figures d'acció. Durant l'actuació, es va estrenar la seva nova cançó amb Kid Cudi anomenada The Scotts, la qual es va llançar sota aquest mateix nom. Això es va acompanyar de la disponibilitat de diversos articles cosmètics per a personatges del joc basats en Scott i el concert. La cançó va debutar en el número u a la llista Billboard Hot 100. Al maig, va col·laborar amb Rosalía en la cançó TKN on va rapejar en espanyol per primera vegada. Va anunciar un àlbum en col·laboració amb Kid Cudi i va allargar el seu tercer àlbum d'estudi Astroworld. El 22 d'agost de 2020, va llançar el tema The Plan, banda sonora de la pel·lícula Tenet de Christopher Nolan. Va llançar la cançó Franchise amb els raper Young Thug i M.I.A. el 25 de setembre de 2020, debutant al número u de la llista Billboard Hot 100. Va trencar un rècord com l'artista amb tres cançons que han debutat en el número u en menys d'un any. Va allargar la cançó amb una col·laboració de l'artista de rap Future el 7 d'octubre de 2020.

### 2021–present: Return to performing andUtopia
Des mitjans a finals del 2020, Scott va començar a insinuar el seu quart àlbum d'estudi, Utopia. El 15 de gener del 2021, Scott va publicar una remescla de Goosebumps amb el productor HVME. Després de cancel·lar el tercer festival Astroworld anual a causa de la pandèmia de la COVID-19, Scott va anunciar el retorn del festival el 2021 en un format de diversos dies. El 30 d'abril, Scott va col·laborar amb Baby Keem en la cançó Durag Activity del seu àlbum The Melodic Blue. A juny, Scott va anunciar una col·laboració entre Dior i Cactus Jack per a la col·lecció d'estiu d'homes del 2022. El 28 d'agost, Scott va aparèixer a l'àlbum de Kanye West Donda a la cançó Praise God, també amb Baby Keem. El 3 de setembre, Scott va col·laborar a l'àlbum Certified Lover Boy de Drake a la cançó Fair Trade, que va arribar al top 10 del Hot 100, al número tres. El 8 d'octubre, Don Toliver va publicar l'àlbum Life of a Don, que incloïa a Scott a les cançons titulades Flocky Flocky i You
El 30 d'octubre del 2021, Scott va tancar el tercer dia del Rolling Loud NYC. Durant l'actuació, va interpretar la cançó inèdita Escape Plan i un avanç de una altra pista inèdita d'Utopia. Al novembre del 2021, va anunciar nova música per al 5 de novembre, i es va creure que llançaria un projecte anomenat Dystopia, però en canvi va publicar un single de dues cançons titulat ESCAPE PLAN / MAFIA.
El 22 d'abril de 2022, Scott va ser protagonista de la seva primera cançó des de l'apret de públic al festival d'Astroworld, Hold That Heat, juntament amb Future i el productor Southside. El 27 d'abril de 2022, el festival Primavera Sound va anunciar que Scott tenia previst actuar en els festivals que se celebrarien a Buenos Aires, Santiago i São Paulo. El 15 de maig de 2022, va actuar als Premis Billboard de la Música de 2022. Aquesta actuació va ser la seva primera des del tràgic esdeveniment d'Astroworld el 2021. El 6 d'agost de 2022, Scott va oferir el seu primer concert en solitari des dels esdeveniments d'Astroworld a l'Arena The O2 de Londres. Aquell mes, també es va anunciar que Scott començaria una residència en una discoteca de Las Vegas titulada Road to Utopia al setembre. El 2 de desembre, Scott va aparèixer a quatre cançons del segon àlbum d'estudi de Metro Boomin, Heroes & Villains, incloent Raindrops (Insane), Trance (al costat de Young Thug), Niagara Falls (Foot or 2) (al costat de 21 Savage) i Lock on Me (al costat de Future), a més de les veus de fons a Creepin' (amb The Weeknd i 21 Savage).
El 19 de març de 2023, Scott i el DJ Calvin Harris van actuar a MDLBEAST a Jeddah, la nit prèvia al Gran Premi d'Aràbia Saudita. El 21 de juliol de 2023, Scott va llançar el primer senzill de Utopia, K-pop, amb Bad Bunny i The Weeknd. El 28 de juliol, Scott va llançar Utopia, que conté 19 cançons, així com el seu primer film musical dirigit Circus Maximus, que ell mateix va escriure i protagonitzar. Utopia inclou col·laboracions amb KayCyy, Teezo Touchdown, Bon Iver, Sampha, Drake, Playboi Carti, Sheck Wes, Beyoncé, Rob49, 21 Savage, the Weeknd, Yung Lean, Young Thug, James Blake, Westside Gunn, Kid Cudi, Bad Bunny, Future i SZA.

## Estil de música
Scott té un estil mig-cantat/ mig-rapejat, al qual aplica molt Auto-Tune. Es refereix a si mateix com un cantant, enlloc d'un raper.

## Vida personal
Scott va començar a sortir amb la mediàtica i empresària Kylie Jenner l'abril de 2017. El febrer de 2018, Jenner va donar a llum a la filla de tots dos, i també va aparèixer al vídeo musical Stop Trying to Be God, del tercer àlbum d'estudi de Scott, Astroworld. Van trencar al setembre de 2019, però van passar junts la quarantena durant la pandèmia COVID-19 pel bé de la seva filla i van acabar reprenent la seva relació. El 7 de setembre de 2021, després de setmanes d'especulacions, Jenner va revelar que ella i Scott estaven esperant el seu segon fill, que neixeria al febrer de 2022.

## Controvèrsies i qüestions jurídiques

### Incidents en les actuacions
Les actuacions de Scott han experimentat diversos problemes. A Lollapalooza, el 2015, Scott va ser acusat i detingut per alteració de l'ordre públic després d'incitar els assistents al concert a ignorar la seguretat i abalançar-se sobre l'escenari. Aquell mateix any, a l'Openair Festival de Suïssa, va animar els fans a atacar un home que li va treure la sabata mentre feia crowd-surfing, aturant el concert i dient repetidament a la multitud que li fotessin, alhora que li escopia.
El 2017, va ser arrestat per una conducta similar al seu comportament a Lollapalooza després d'una actuació al nord-oest d'Arkansas. Aquest mateix any, un fan va demandar Scott i els organitzadors d'un concert del 2017 a la Terminal 5 de Manhattan després de caure des d'un balcó i ser arrossegat a l'escenari, culpant de la caiguda a una onada de la multitud. El 2019, tres persones van ser trepitjades i van resultar ferides quan una multitud es va afanyar a entrar al recinte a Astroworld.

### Aglomeració mortal al Festiva Astrowold
El 5 de novembre de 2021, almenys deu persones van morir i centenars van resultar ferides en una aglomeració de públic que es dirigia cap a l'escenari durant l'actuació de Scott al Festival Astroworld a l'NRG Park de la seva ciutat natal, Houston, Texas. A la primera nit, es va produir una aglomeració de públic, la qual cosa va provocar la cancel·lació de la segona nit del festival. En les imatges de vídeo de l'incident, es veu a Scott seguir actuant malgrat els càntics del públic suplicant-li que s'aturés; observant que almenys un membre del públic havia resultat ferit, ordenant llavors als membres de seguretat durant un breu moment que ajudessin, es fiquessin ràpid i seguissin, per continuar amb la resta de l'espectacle durant l'hora següent; animant la gent a tornar-se salvatge i boja, malgrat que una ambulància que passava entre la multitud estava traient cossos sense vida. Les víctimes mortals tenien entre 9 i 27 anys.
Poc després, els assistents al concert van anunciar una demanda. Va ser iniciada per Kristian Paredes, que va sol·licitar 1.000.000 de dòlars a causa de les lesions rebudes. El 29 de juny de 2023, un gran jurat de Texas va decidir no acusar Scott. El gran jurat es va negar a acusar Scott en una investigació criminal de l'onada mortal de la multitud de 2021. The deaths had happened in November 2021 at Scott's Astroworld in Houston, when a surge in the crowd of 50,000 attendees caused a panic.

### Acusacions d'agressió a Nebula
L'1 de març de 2023, Scott estava actuant a Nebula, un club nocturn de Nova York, juntament amb Don Toliver, quan un tècnic de so, identificat únicament com a Mark, va demanar a Scott que baixés el volum de la música perquè era massa alt per a la mida del local. Pel que sembla, Scott va respondre traient-li el dit del mig dit al Mark i propinant-li un cop de puny al cap, per la qual cosa Mark va necessitar atenció mèdica i la policia va haver d'acudir al lloc dels fets. Pel que sembla, Scott havia estat bevent alcohol i va fer malbé 12.000 dòlars de l'equip de so del club abans d'abandonar el local. El Departament de Policia de Nova York va emetre una ordre d'arrest contra Scott en relació amb l'incident. L'assumpte es va resoldre amb un acord aconseguit i la policia de Nova York no va presentar càrrecs.